# Voivod
Voivod är en heavy metal-grupp från Jonquière i Québec, Kanada, bildad 1982. Musiken har kallats "futuristisk metal", gruppen har varit stark kritisk mot bl.a. plågsamma djurförsök och den escalerande vapenarsenalen. När gitarristen Denis D'Amour dog efterlämnade han låtmaterial som räckte till ytterligare två skivor. Det var osäkert om gruppen skulle fortsätta efter dessa var producerade, eftersom medlemmarna inte ansåg att Voivod i dess ursprungliga form längre fanns kvar. Man gjorde vad som kanske skulle bli en avslutningsturné, men beslutade därefter att fortsätta och ett nytt album, Target Earth, släpptes 2013.
Debutskivan War & Pain släpptes 1984, och gruppen släppte därefter ytterligare 11 album. Gruppens tolfte album Infini släpptes sommaren 2009.
"Astronomy Domine", som är gjord av Pink Floyd, spelades på Headbangers ball. Den kom från skivan Nothingface, och hade också en video.

## Medlemmar
Nuvarande medlemmar
- Michel Langevin (Away) – trummor (1982-idag)
- Denis Bélanger (Snake) – sång (1982-1994, 2002-idag)
- Daniel Mongrain (Chewy) – gitarr (2008-idag)
- Dominique Laroche (Rocky) – basgitarr (2014-idag)

Tidigare medlemmar
- Denis D'Amour (Piggy) – gitarr (1982-2005; död 2005)
- Jean-Yves Thériault (Blacky) – basgitarr (1982-1991, 2008-2014)
- Pierre St. Jean – basgitarr (1992-1993)
- Gilles Brisebois – basgitarr (1993-1994)
- Eric Forrest (E-Force) – basgitarr, sång (1994-2001)
- Jason Newsted (Jasonic) – basgitarr (2002-2008)

Gästande musiker
- Vincent Peake – basgitarr (2002)

## Diskografi
Studioalbum
- 1984 – To the Death
- 1984 – War & Pain'
- 1986 – Rrröööaaarrr
- 1987 – Killing Technology
- 1988 – Dimension Hatröss
- 1989 – Nothingface
- 1991 – Angel Rat
- 1993 – The Outer Limits
- 1995 – Negatron
- 1997 – Phobos
- 2003 – Voivod
- 2006 – Katorz
- 2009 – Infini
- 2013 – Target Earth
- 2018 – The Wake
- 2022 – Synchro Anarchy
- 2023 – Morgöth Tales

Livealbum
- 1983 – Anachronism
- 1984 – Morgoth Invasion
- 1986 – No Speed Limit Weekend
- 1987 – Spectrum
- 1987 – Live à Bruxelles
- 1988 – A Flawless Structure?
- 2000 – Voivod Lives
- 2011 – Warriors of Ice
- 2011 – Live at Roadburn 2011

EP
- 1986 – Thrashing Rage

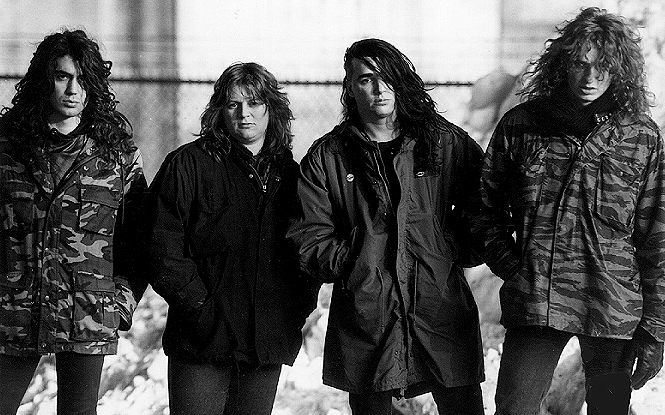
Originalbesättningen 1986. Från vänster: Away, Piggy, Blacky och Snake.

- 1987 – Too Scared to Scream / Cockroaches
- 1989 – Nothingface Interview
- 1990 – Angel Rat
- 1991 – Angel Rat Sampler
- 1993 – The Lost Machine / Jack Luminous
- 2000 – 6-Song Demo
- 2002 – Voivod

Singlar
- 1989 - Astronomy Domine
- 1989 - Into My Hypercube
- 1993 - Fix My Heart
- 1994 - The Nile Song / Tribal Convictions
- 1996 - Nanoman
- 2002 - Voivod Sampler
- 2003 - We Carry On
- 2012 - Mechanical Mind
- 2013 - Kluskap o'kom
- 2015 - Language of the Dead / We Are Connected (At the Gates / Voivod)

Samlingsalbum
- 1992 – The Best of Voivod
- 1998 – Kronik